# Biathlon ai X Giochi olimpici invernali
Le competizioni di biathlon ai X Giochi olimpici invernali si sono svolte nei giorni 12 e 15 febbraio 1968 ad Autrans.
A differenza di Innsbruck 1964 alla gara individuale è stata aggiunta una prova di staffetta.

## Programma
| Finali |  |  |  |  |  |  | 20 km |  |  | Staffetta |  |  |  |

## Podi
| Evento                                 | Oro                                                                                    | Perform.  | Argento                                                   | Perform.  | Bronzo                                                                  | Perform.  |
| 20 km maschile (dettagli)              | Magnar Solberg                                                                         | 1:13:45"9 | Aleksandr Tikhonov                                        | 1:14:40"4 | Vladimir Gundartsev                                                     | 1:18:27"4 |
| Staffetta 4x7,5 km maschile (dettagli) | Unione Sovietica Aleksandr Tikhonov Nikolay Puzanov Viktor Mamatov Vladimir Gundartsev | 2:13'02"4 | Norvegia Ola Wærhaug Olav Jordet Magnar Solberg Jon Istad | 2:14'50"2 | Svezia Lars-Göran Arwidson Tore Eriksson Olle Petrusson Holmfrid Olsson | 2:17'26"3 |

## Medagliere
| Pos.   | Paese            | Oro | Argento | Bronzo | Totale |
| ------ | ---------------- | --- | ------- | ------ | ------ |
| 1      | Unione Sovietica | 1   | 1       | 1      | 3      |
| 2      | Norvegia         | 1   | 1       | 0      | 2      |
| 3      | Svezia           | 0   | 0       | 1      | 1      |
| Totale | Totale           | 2   | 2       | 2      | 6      |